# Exothea paniculata
Exothea paniculata là một loài thực vật có hoa trong họ Bồ hòn. Loài này được (Juss.) Radlk. mô tả khoa học đầu tiên năm 1888.